# A toda página
A toda página fue un programa de televisión de contenido informativo, emitido por la cadena española Antena 3, entre 1994 y 1997.

## Formato
Se trataba de un espacio emitido de lunes a viernes de media hora de duración, en el que emitían noticias de crónica social y sucesos que no suelen incluirse en los noticieros habituales. Según la intención declarada de la presentadora, se pretendía evitar caer en el amarillismo.

## Equipo
Presentado inicialmente por Marta Robles a la que en casos de ausencia reemplazaba puntualmente Miriam Romero. Desde agosto de 1995, y debido a su maternidad, Robles fue sustituida en la presentación por Sonsoles Suárez (remplazada a su vez en el verano de 1996 por Soledad Arroyo). En enero de 1997 Marta Robles regresó al informativo, hasta su cancelación definitiva.
El espacio, a lo largo de su historia, contó con la colaboración habitual de, entre otros, los periodistas Tico Medina y Rosa Villacastín.